# Yo de ti
«Yo de ti»  es el primer sencillo que pertenece al álbum Pisco sour de la banda Nosequien y Los Nosecuantos. Este canción ocupó el primer lugar en muchas radios en Perú y algunos lugares más de América, haciéndolos ganar un público masivo.

## Vídeo
En el vídeo se puede ver a todos los miembros originales de la banda tocando sus instrumentos correspondientes, modelos femeninas y a músicos invitados para la percusión.

## Letra
La letra habla sobre el hombre que a pesar de todas las cosas y peleas con la mujer siempre él estará dispuesto a hacerla sonreír buscando así la manera de que se calme, aunque ella se destroce y él no entienda; y que cada vez que él pierde una discusión lo que consigue es el amor de ella tratando de siempre darle la razón a ella.